# Hummelsberg (Kleinkochberg)
Der Hummelsberg ist ein 515 m hoher Berg nordwestlich von Kleinkochberg und nordöstlich von Großkochberg am Südrand der Ilm-Saale-Platte im Landkreis Saalfeld-Rudolstadt in Thüringen. 

## Der Berg
Er geht auf seiner Nordseite in eine etwas mehr als 3 km lange, von West nach Ost auf etwa 500 m über NHN verlaufenden Hochebene über, während er nach Südwesten und Südosten steil in das nur etwa 360 m hohe Tal um Groß- und Kleinkochberg abfällt. Der Berg ist die höchste Erhebung auf dem Gebiet der Gemeinde Uhlstädt-Kirchhasel, zu der Klein- und Großkochberg gehören.

## Der Luisenturm
Auf dem Gipfel steht seit 1864 der weithin sichtbare Luisenturm (auch: Louisenturm), ein als Kulturdenkmal ausgewiesener gemauerter Aussichtsturm am Goethe-Wanderweg Weimar–Großkochberg. Vom 18 m hohen Turm hat man einen weiten Ausblick über das Saaletal und die Saale-Ilm-Platte bis zum Frankenwald und dem Thüringer Wald, bei klarem Wetter sogar bis zum Brocken.